# Daysciaena albida
Daysciaena albida és una espècie de peix de la família dels esciènids i de l'ordre dels perciformes.

## Morfologia
- Els mascles poden assolir 90 cm de longitud total.[4][5]

## Hàbitat
És un peix de clima tropical i bentopelàgic.

## Distribució geogràfica
Es troba a l'Índic: l'Índia, Sri Lanka i el Pakistan.

## Ús comercial
És important com a aliment per als humans a nivell local.

## Observacions
És inofensiu per als humans.